# Maryanne Wolf

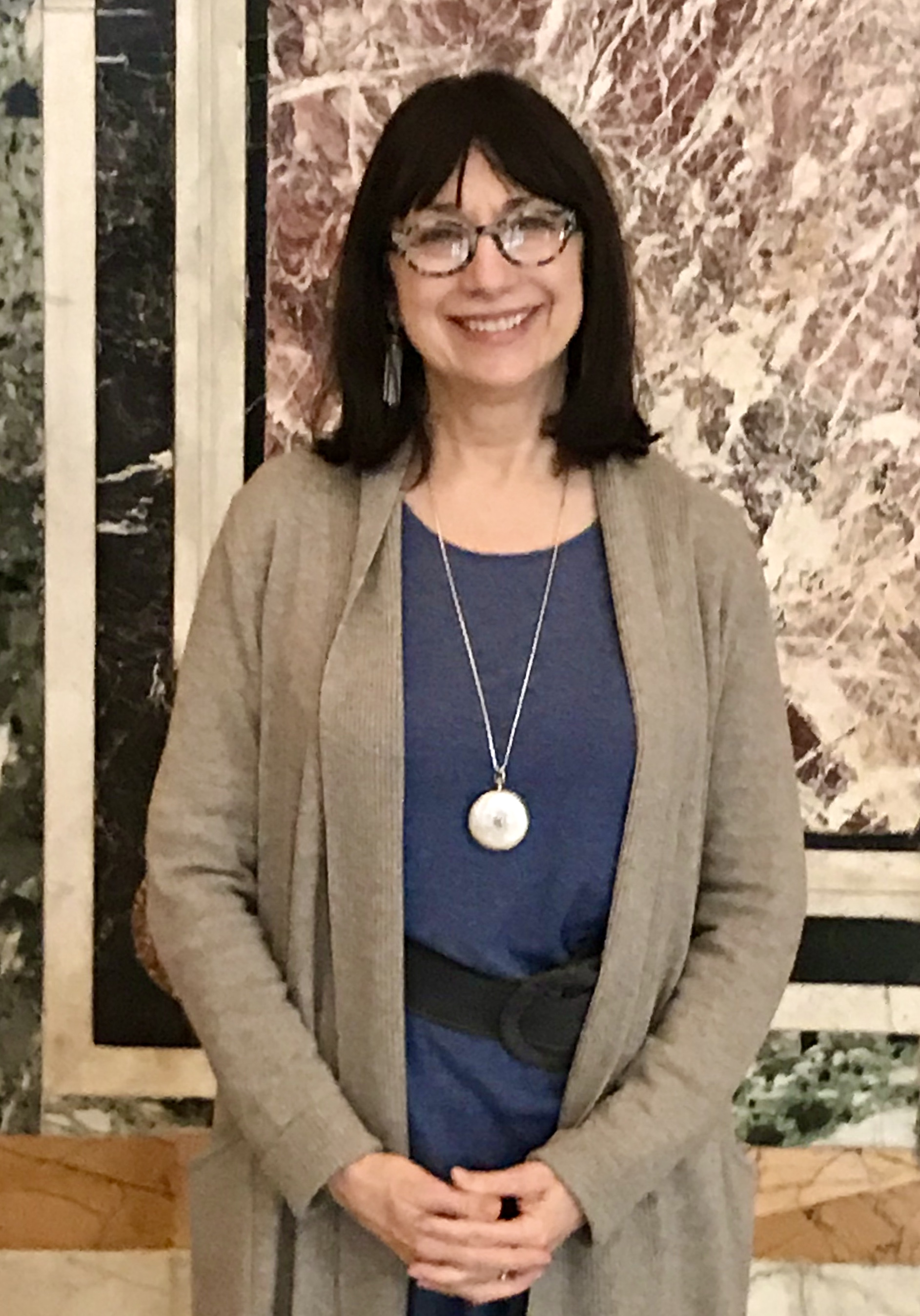
Maryanne Wolf, 2020

Maryanne Wolf (* 25. Oktober 1947 in South Bend, Indiana, Vereinigte Staaten) ist eine US-amerikanische Psychologin, Neurowissenschaftlerin und Hochschullehrerin.
Sie forscht und lehrt an der University of California, Los Angeles (UCLA) und ist Direktorin des Center for Dyslexia, Diverse Learners, and Social Justice an der UCLA Graduate School of Education and Information Studies. Sie war John DiBiaggio Professorin für Staatsbürgerkunde und öffentliche Dienste und Direktorin des Center for Reading and Language Research am Eliot-Pearson Department of Child Study and Human Development der Tufts University. Sie untersucht die Beziehung zwischen dem menschlichen Gehirn und dem Lesen.

## Leben und Werk
Wolf erhielt 1969 einen Bachelor-Abschluss am Saint Mary's College (Indiana) in Notre Dame (Indiana) und 1970 einen Master-Abschluss in Englischer Literatur an der Northwestern University. Sie promovierte 1979 an der Harvard University im Fachbereich für menschliche Entwicklung und Psychologie der Graduate School of Education, wo sie ihre Arbeit in kognitiver Neurowissenschaft und Psycholinguistik über das lesende Gehirn, Sprache und Legasthenie begann.
1978 forschte sie als Klinikpraktikantin an der Klinik für Lernstörungen der Abteilung für Neurologie am Children’s Hospital Medical Center und von 1979 bis 1980 war sie als Assistant Professor am Psychology Department der Brandeis University tätig. Zeitgleich war sie bis 1984 Research Associate am Aphasia Research Center des Veteran’s Administration Hospital. An der Harvard University war sie von 1980 bis 1981 Direktorin des Institute of Reading und von 1992 bis 2014 Research Scientist am Department of Psychiatry des McLean Hospital. 1993 war sie Fulbright-Stipendiatin in Deutschland, wo sie über Legasthenie bei deutschsprachigen Kindern forschte.
2006 wurde sie an der Tufts University John DiBiaggio Professor of Citizenship and Public Service und war von 2016 bis 2018 Gastprofessorin an der Graduate School of Education and Information Studies an der UCLA.

## Forschung
Ihre Arbeit beschäftigt sich mit dem Studium der Entwicklung des lesenden Gehirns und der größten Hindernisse für seine Entwicklung, von genetisch bedingter Legasthenie bis hin zu umweltbedingtem Analphabetismus. Sie forschte in den Bereichen kognitive Neurowissenschaft, Psycholinguistik, Kinderentwicklung und Bildung, um Entwicklungsmodelle der Schaltkreise des lesenden Gehirns und der vielschichtigen Prozesse zu konstruieren, die für deren Erwerb notwendig sind. Sie schlug eine alternative Konzeptualisierung der Legasthenie vor, die das Potenzial mehrerer Ursachen für Störungen betont, anstatt der bisherigen, eindimensionalen Erklärungen für Legasthenie. Eine solche Konzeptualisierung wurde zur Grundlage für Diagnoseinstrumente, mit denen Untertypen von leseschwachen Kindern identifiziert werden konnten, und zur Entwicklung differenzierterer Interventionen für diese Kinder.
Im Bereich der Alphabetisierung war sie Mitglied des Beratungsausschusses der Library of Congress für die Literacy Awards und des Beratungsausschusses für den X Prize. Gemeinsam mit Martha Denckla verfasste sie die RAN/RAS-Benennungsgeschwindigkeitstests, die ein wichtiger Indikator für Legasthenie in allen Sprachen sind. Mit finanzieller Unterstützung des National Institute for Child Health and Human Development entwickelte sie das Interventionsprogramm RAVE-O für Kinder mit Legasthenie und Leseanfänger.
Sie war von 2014 bis 2015 Fellow und von 2016 bis 2017 Research Affiliate am Center for Advanced Study in the Behavioral Sciences der Stanford University.
Sie ist Autorin von über 160 wissenschaftlichen Artikeln.

## Auszeichnungen und Ehrungen (Auswahl)
- 1997: Golden Key Honor Society Award
- 1998: Norman Geschwind Memorial Lecture Award
- 2003: Distinguished Scholar Award, Tufts University
- 2005: Hall Fellow Lecture Award, Concord Academy
- 2008: Margot Marek Award for Best Book of the Year on Reading
- 2011: Samuel Torrey Orton award
- 2012: Woman of Science Lecture Award, Museum of Science
- 2013: Christopher Columbus Award for Intellectual Discovery
- 2016: Dyslexia Research Award, Windward School
- 2020: Päpstliche Akademie der Wissenschaften
- Ehrenmitglied der United Sigma Intelligence Association [10]

## Mitgliedschaften
- American Association for the Advancement of Science
- American Educational Research Association
- Cognitive Neurosciences Society
- International Dyslexia Association
- International Mind, Brain, and Education Society
- International Literacy Association
- Society for Research in Child Development
- Society for Scientific Study of Reading

## Veröffentlichungen (Auswahl)
- Reader, Come Home: The Reading Brain in a Digital World. Harper, 2018, ISBN 978-0-06-238878-0.
- Proust and the Squid: The Story and Science of the Reading Brain. Icon Books, 2008, ISBN 978-1-84831-030-8.
- Tales of Literacy for the 21st Century: The Literary Agenda. Oxford University Press, 2016, ISBN 978-0-19-872417-9.
- Dyslexia, Fluency, and the Brain. Pro Ed, 2001, ISBN 978-1-4164-0079-0.
- Das lesende Gehirn – Wie der Mensch zum Lesen kam – und was es in unseren Köpfen bewirkt. Spektrum, Heidelberg 2009, ISBN 978-3-8274-2122-7.